# Cantón de Dammartin-en-Goële
El cantón de Dammartin-en-Goële era una división administrativa francesa, que estaba situada en el departamento de Sena y Marne y la región de Isla de Francia.

## Composición
El cantón estaba formado por veintitrés comunas:
- Cuisy
- Dammartin-en-Goële
- Forfry
- Gesvres-le-Chapitre
- Juilly
- Le Mesnil-Amelot
- Le Plessis-l'Évêque
- Longperrier
- Marchémoret
- Mauregard
- Montgé-en-Goële
- Monthyon
- Moussy-le-Neuf
- Moussy-le-Vieux
- Oissery
- Othis
- Rouvres
- Saint-Mard
- Saint-Pathus
- Saint-Soupplets
- Thieux
- Villeneuve-sous-Dammartin
- Vinantes

## Supresión del cantón de Dammartin-en-Goële
En aplicación del Decreto n.º 2014-186 de 18 de febrero de 2014, el cantón de Dammartin-en-Goële fue suprimido el 22 de marzo de 2015 y sus 23 comunas pasaron a formar parte; dieciséis del nuevo cantón de Mitry-Mory y siete del nuevo cantón de Claye-Souilly.